# Neuilly-Crimolois
Neuilly-Crimolois es una comuna nueva francesa situada en el departamento de Côte-d'Or, de la región de Borgoña-Franco Condado.

## Historia
Fue creada el 28 de febrero de 2019, en aplicación de una resolución del prefecto de Côte-d'Or de 4 de febrero de 2018 con la unión de las comunas de Neuilly-lès-Dijon y Crimolois, pasando a estar el ayuntamiento en la antigua comuna de Neuilly-lès-Dijon.

## Demografía
Según los datos aportados en la resolución del prefecto de Côte-d'Or, la comuna se crea con 2655 habitantes.

## Composición
| Comuna fusionada  | Código INSEE | Población (2017) | Superficie (km²) | Densidad (hab./km²) |
| ----------------- | ------------ | ---------------- | ---------------- | ------------------- |
| Crimolois         | 21213        | 807              | 3.59             | 225                 |
| Neuilly-lès-Dijon | 21452        | 1857             | 4.62             | 402                 |